# Trash (álbum)
Trash é um álbum lançado em 1989 pelo cantor Alice Cooper, e um de seus mais consagrados álbuns. As músicas "Poison", "Bed of Nails", "Only My Heart Talkin'" e "House of Fire" ganharam videoclipes, sendo que três delas ("Poison", "House of Fire" e "Only My Heart Talkin'") viraram singles. 
O álbum representa uma guinada na carreira de Cooper, de volta ao sucesso após se tratar do alcoolismo entre o final dos anos 70 e o início dos anos 80. Quase todas as músicas foram escritas em parceria com o produtor Desmond Child, responsável por grandes álbuns de hard rock da década de 80 e que trouxe essa sonoridade também nesse álbum. 
"Poison" foi o primeiro single a emplacar no top 10 das paradas americanas desde "You And Me", do álbum Lace And Whiskey, de 1977.

## Faixas
1. "Poison"  (Alice Cooper, Desmond Child, John McCurry) – 4:29
2. "Spark in the Dark"  (Cooper, Child) – 3:52
3. "House of Fire"  (Cooper, Child, Joan Jett) – 3:47
4. "Why Trust You"  (Cooper, Child) – 3:12
5. "Only My Heart Talkin'"  (Cooper, Bruce Roberts, Andy Goldmark) – 4:47
6. "Bed of Nails"  (Cooper, Child, Diane Warren) – 4:20
7. "This Maniac's in Love with You"  (Cooper, Child, Bob Held, Tom Teeley) – 3:48
8. "Trash"  (Cooper, Child, Mark Frazier, Jamie Sever) – 4:01
9. "Hell Is Living without You"  (Cooper, Child, Jon Bon Jovi, Richie Sambora) – 4:11
10. "I'm Your Gun"  (Cooper, Child, McCurry) – 3:47

## Créditos[2]
- Alice Cooper - vocais
- John McCurry - guitarras
- Hugh McDonald - baixo
- Bobby Chouinard - bateria
- Alan St. John - teclados
- Steven Tyler - vocais em "Only My Heart Talkin'"
- Jon Bon Jovi - vocais em "Trash"
- Kip Winger - vocais em "I'm Your Gun"
- Joe Perry - guitarra em "House of Fire"
- Richie Sambora - guitarra em "Hell Is Living Without You"
- Steve Lukather - guitarra em "Hell Is Living Without You"
- Kane Roberts - guitarra em "Bed of Nails"
- Guy Mann-Dude - guitarra em "Spark in the Dark", "Why Trust You" e "This Maniac's In Love With You"
- Tom Hamilton - baixo em "Trash"
- Joey Kramer - bateria em "Trash"
- Mark Frazier - guitarra em "Trash"
- Jack Johnson - guitarra em "Trash"
- Paul Chiten - teclados adicionais
- Steve Deustch - sintetizadores
- Gregg Mangiafico - teclados (efeitos especiais)
- Backing vocals: 
  - Myriam Valle
  - Maria Vidal
  - Diana Graselli
  - Desmond Child
  - Bernie Shanahan
  - Louie Merlino
  - Alan St. John
  - Tom Teeley
  - Michael Anthony
  - Stiv Bators
  - Hugh McDonald
  - Jango
  - Jamie Sever
  - Joe Turano